# Billwerder Ausschlag
Der Billwerder Ausschlag (früher auch: Billwärder Ausschlag) ist eine Flussinsel in der Unterelbe in Hamburg rechts des Hauptstroms Norderelbe. Sie liegt südlich der Billerhuder Insel und ist von dieser durch den 50 Meter breiten Bullenhuser Kanal getrennt. Die südliche Begrenzung bildet die Billwerder Bucht, und die östliche der Tiefstackkanal. Die Insel ist ihrerseits durch den Billekanal in einen schmalen und langen nordöstlichen Teil sowie in den südwestlichen Hauptteil gegliedert. Im Südwesten liegt das Wohngebiet des Stadtteils Rothenburgsort. Der Ostteil der Insel ist Bestandteil von Hamburgs zweitgrößtem Industriegebiet, dem Industriegebiet Billbrook/Rothenburgsort. Dessen Hauptteil liegt auf der Fläche des Stadtteils Billbrook, stadtplanerisch wird es aber trotz der hindurch verlaufenden Stadtteilgrenze als Einheit betrachtet.
Die Insel ist 3,1 km lang von Nordwesten nach Südosten, und im westlichen Bereich maximal 1,7 km breit. Die Flächenausdehnung beträgt rund 4½ km².
Von 1894 bis 1970 gab es einen eigenen Stadtteil dieses Namens, der jedoch flächenmäßig über 84 Prozent (644,0 von 762,3 Hektar) und nach Einwohnern (Stand 1. Januar 1969) 58 Prozent (6891 von 11857) des heutigen Stadtteils Rothenburgsort umfasste und auch über das Gebiet der Insel hinausreichte: unter anderem umfasste er die Billerhuder Insel, die Insel Kaltehofe im Süden sowie noch weiter südlich die Billwerder Insel westlich des Moorfleet. Der Stadtteil wurde 1970 mit dem Stadtteil Rothenburgsort zusammengelegt und unter letzterem Namen fortgeführt.
Ursprünglich war der Billwerder Ausschlag der nordwestliche Teil der Insel Billwerder. Der Namenszusatz Ausschlag bezeichnete die Lage außerhalb der eingedeichten Fläche.